# Fiat Ducato II
 (avril 2023).
Si vous disposez d'ouvrages ou d'articles de référence ou si vous connaissez des sites web de qualité traitant du thème abordé ici, merci de compléter l'article en donnant les références utiles à sa vérifiabilité et en les liant à la section « Notes et références ».
Les Citroën Jumper/Relay I - Peugeot Boxer/Manager I - Fiat Ducato II sont des véhicules utilitaires légers. Il s'agit de la deuxième génération d'utilitaires légers issue de la collaboration de ces trois constructeurs.
Début 1994, les C25, J5 et Ducato I sont remplacés, par les Jumper/Relay I, Boxer/Manager I et Ducato II. Fiat conserve le nom Ducato de la précédente génération. Ces véhicules sont présentés avec la même base mécanique Fiat améliorée mais avec une carrosserie plus aérodynamique. Elle obtient le titre "Van of the Year". À partir de cette époque, le Fiat Ducato sera aussi distribué sous la marque Fiat en France où le modèle concurrent est le Renault Master, et ses clones Nissan Interstar et Opel/Vauxhall Movano.  
Les Fiat Ducato II, Citroën Jumper/Relay I et Peugeot Boxer/Manager I sont des utilitaires - fourgons et châssis cabines - dont les PTAC vont de 2,7 à 3,5 tonnes. Ces véhicules servent de bases favorites aux véhicules de camping. Ils sont produits par SEVEL Sud à Val di Sangro. Ils ne diffèrent entre eux trois que par quelques éléments de carrosserie (feux, boucliers...) et des détails d’équipement intérieur. Les empattements sont de 2,85 m, 3,20 m ou 3,70 m. Plusieurs hauteurs de toit et - ce qui est nouveau - de hauteurs de porte latérale coulissante sont proposées. 
Les versions Fiat Ducato reçoivent des moteurs Diesel Fiat Powertrain Technologies dont un exclusif turbo Diesel 2,5 litres à injection directe (injection indirecte sur les versions PSA). Début 1998, le Diesel et le TurboDiesel Fiat 2,5 litres passent à 2,8 litres. 
En 2000, les versions PSA bénéficient des moteurs à essence/gaz naturel (GNV) et moteurs Diesel 2,8 litres JTD de 127 ch issus du Fiat Ducato. Cette dernière motorisation existera en variante 146 ch à partir de 2004. 
En février 2002, un restylage s'applique à toute la gamme qui s'enrichit chez Citroën et Peugeot d'un moteur Diesel 2,2 litres HDi de 100 ch. Cette même année les deux constructeurs décident de prolonger leur fructueuse collaboration jusqu'en 2017.
Le 15 décembre 2005, le cap des trois millions de véhicules est franchi, la cadence de production passe à 900 véhicules par jour.
La majorité des véhicules a été fabriquée à l'usine italienne Sevel Sud à Atessa Val di Sangro, 
Le modèle fut aussi fabriqué dans les usines Karsan en Turquie à partir de 2000, Iveco au Brésil à partir du 1er septembre 2000 ainsi qu'en Russie chez Severstal (Sollers) dès le mois d'avril 2008. Enfin, 2 893 exemplaires en CKD furent assemblés à l'usine Fiat de Tychy en Pologne à partir de 1996.
La production a cessé en décembre 2016, avec l'arrêt de l'assemblage des Ducato, Jumper et Boxer dans l'usine brésilienne de Sete Lagoas. La production du seul Fiat Ducato a été transférée au Mexique, dans l'Usine FCA Saltillo fin décembre 2016. Fiat en a profité pour passer à la 3e génération du Ducato (version ZFA 250). Depuis janvier 2017, tous les Fiat Ducato commercialisés sur le continent américain Nord et Sud, sont importés du Mexique. Les versions PSA ne sont plus commercialisées.

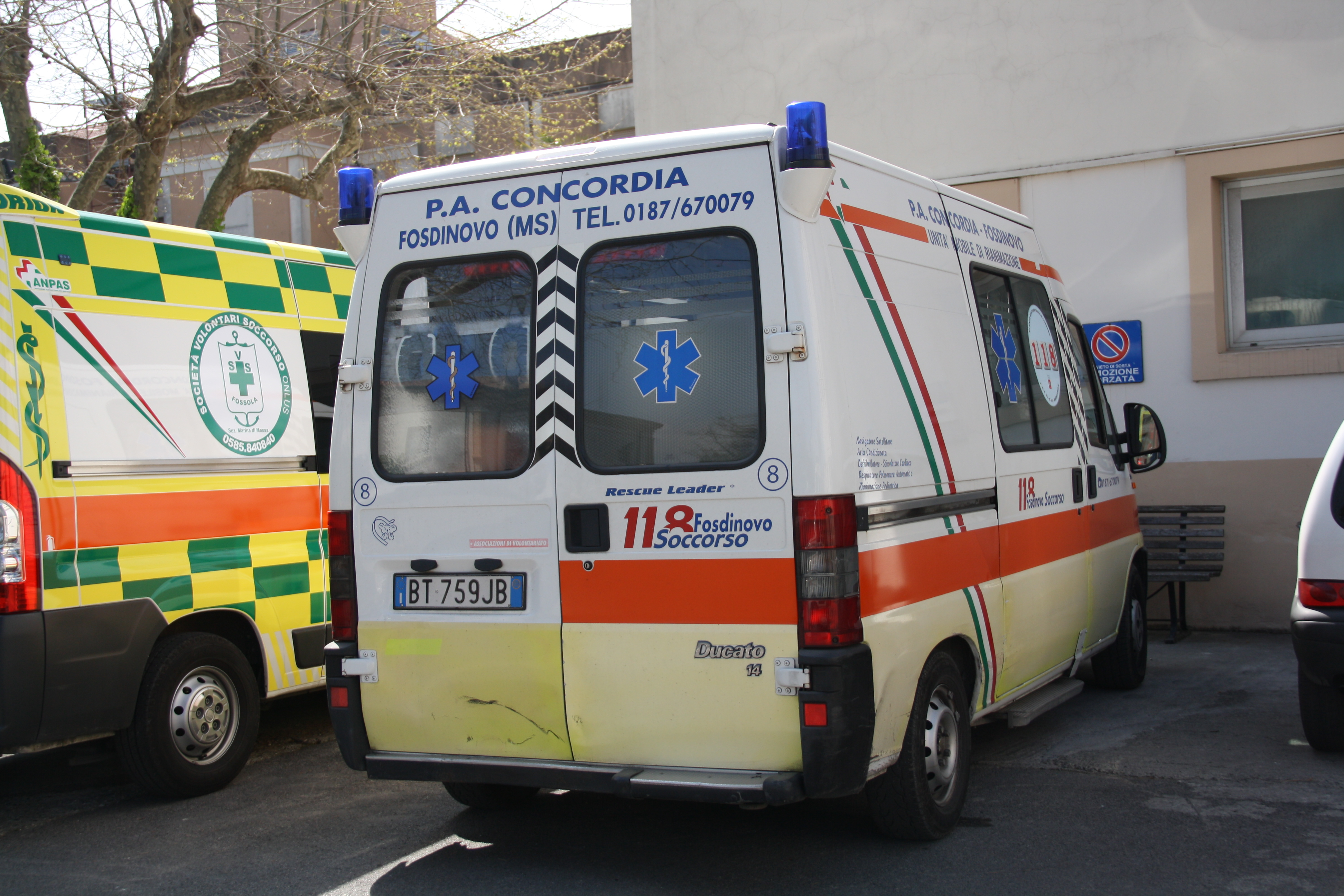
Fiat Ducato II phase I
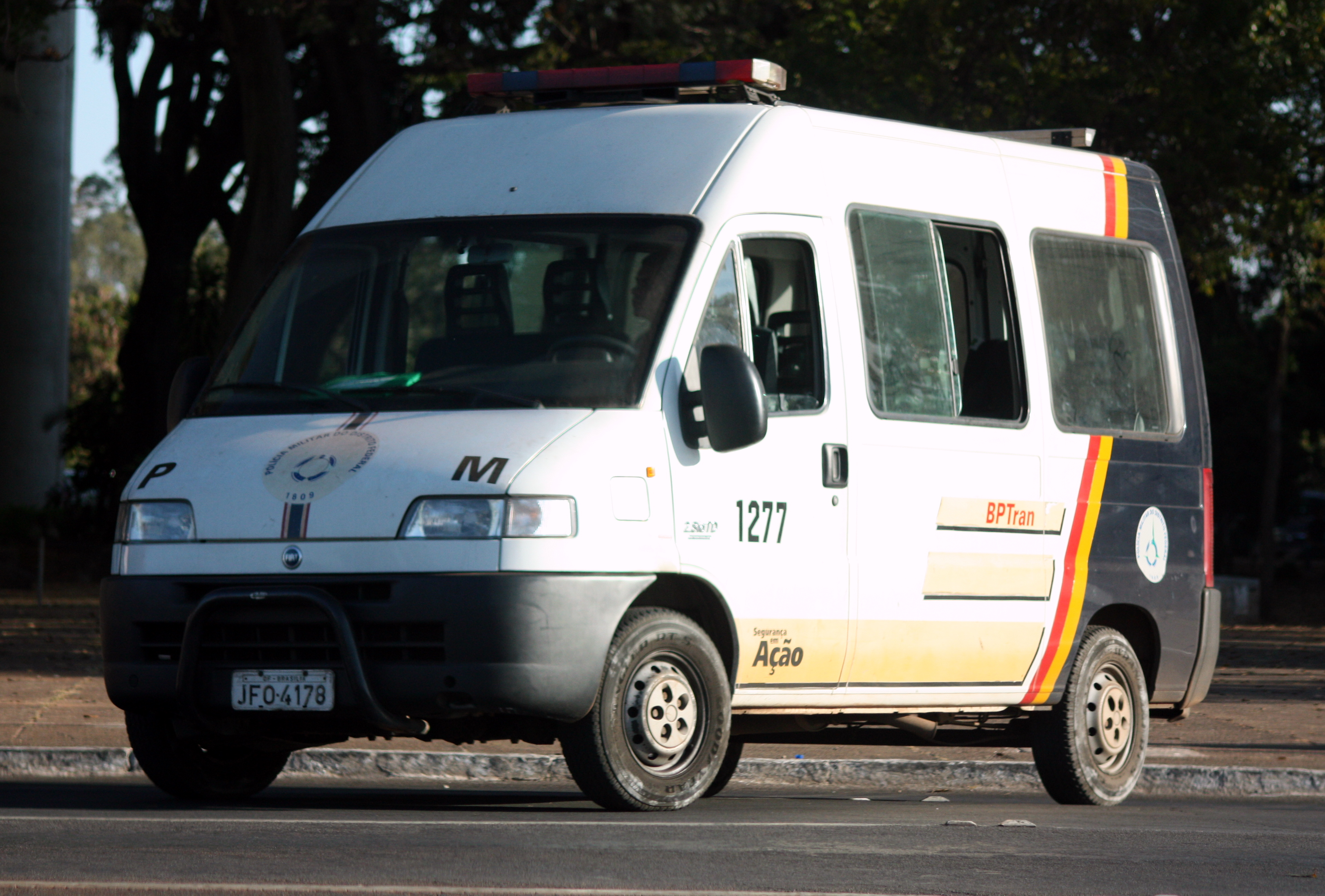
Fiat Ducato II phase 1
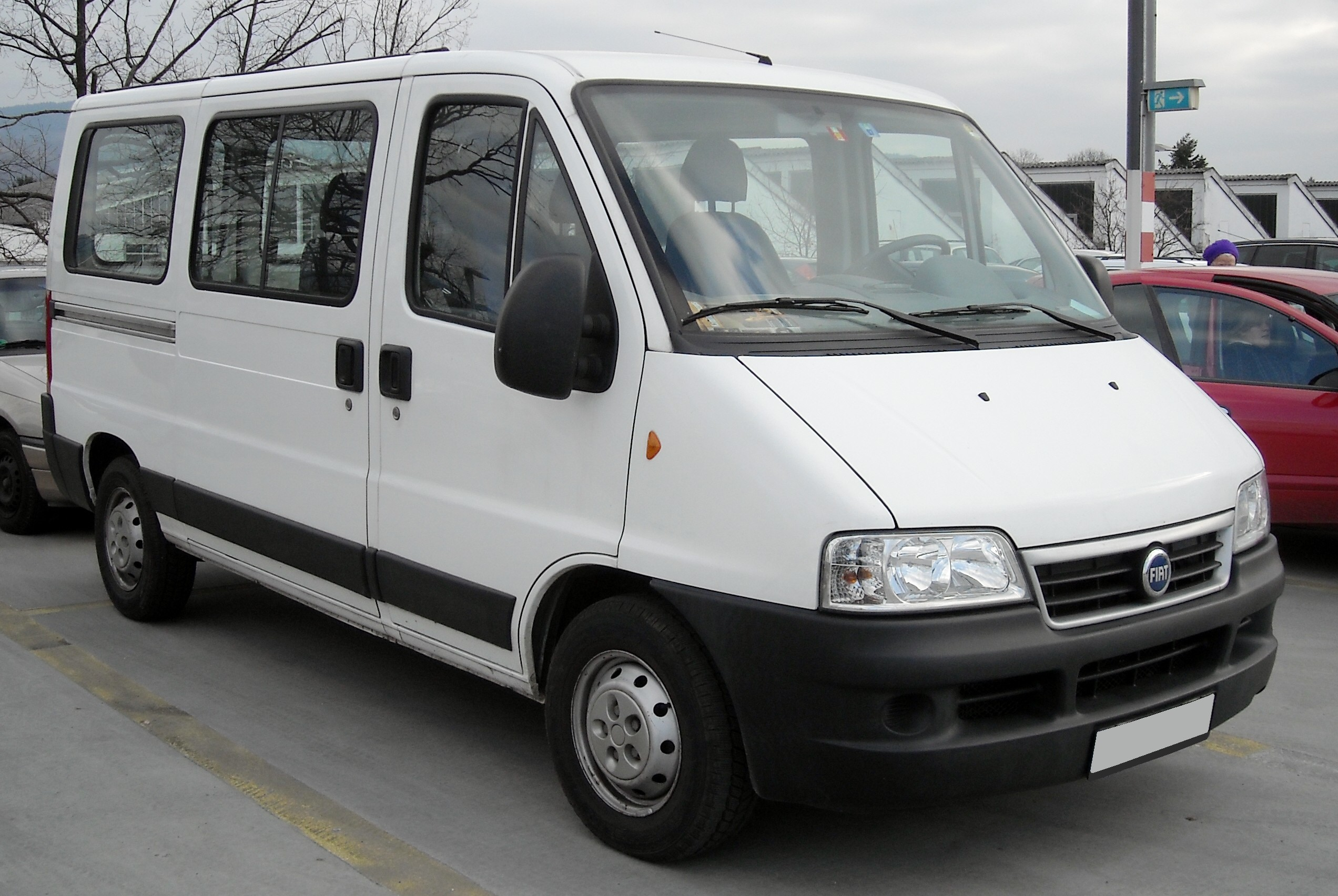
Fiat Ducato II phase 2
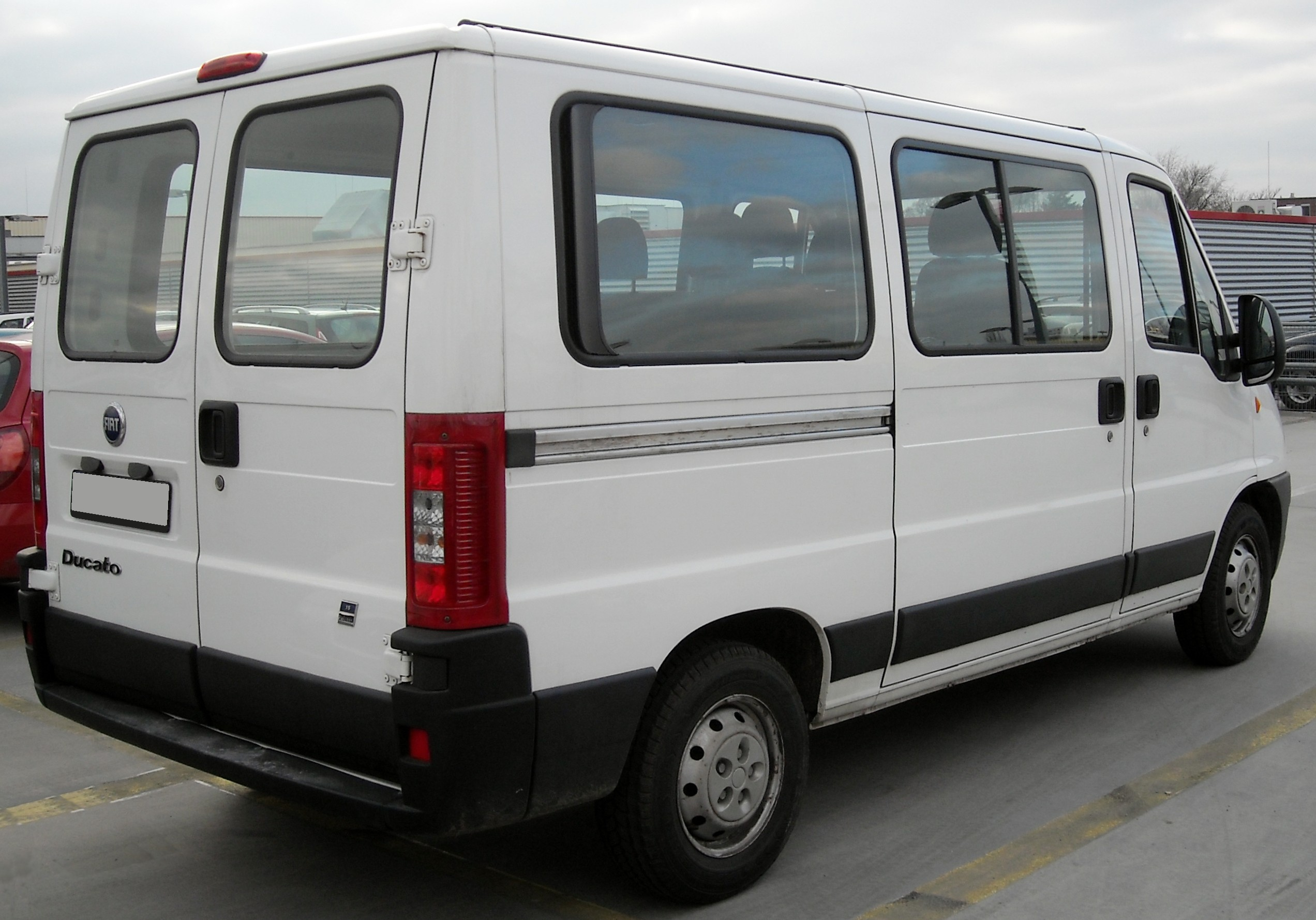
Fiat Ducato II phase 2

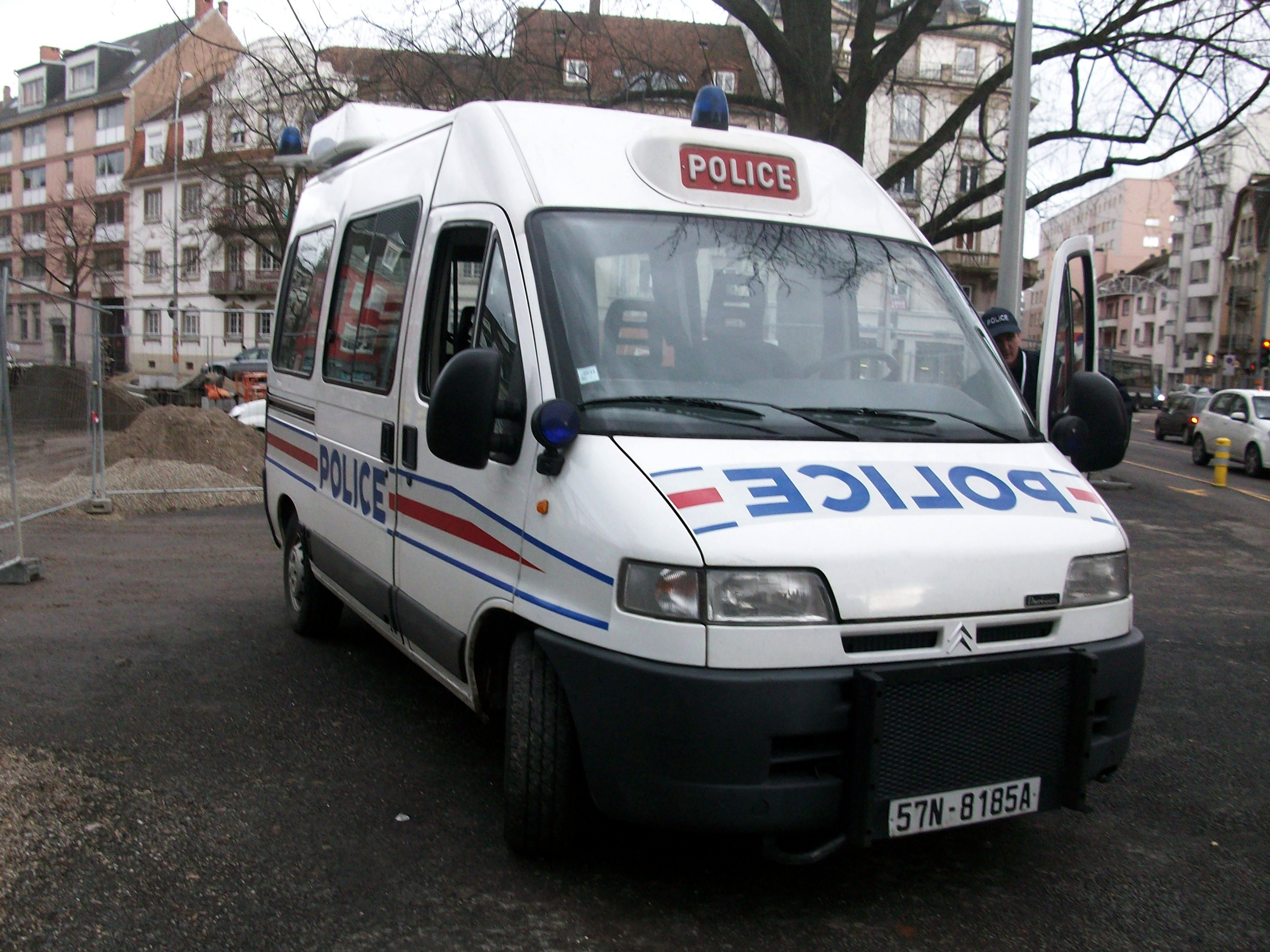
Citroën Jumper phase 1
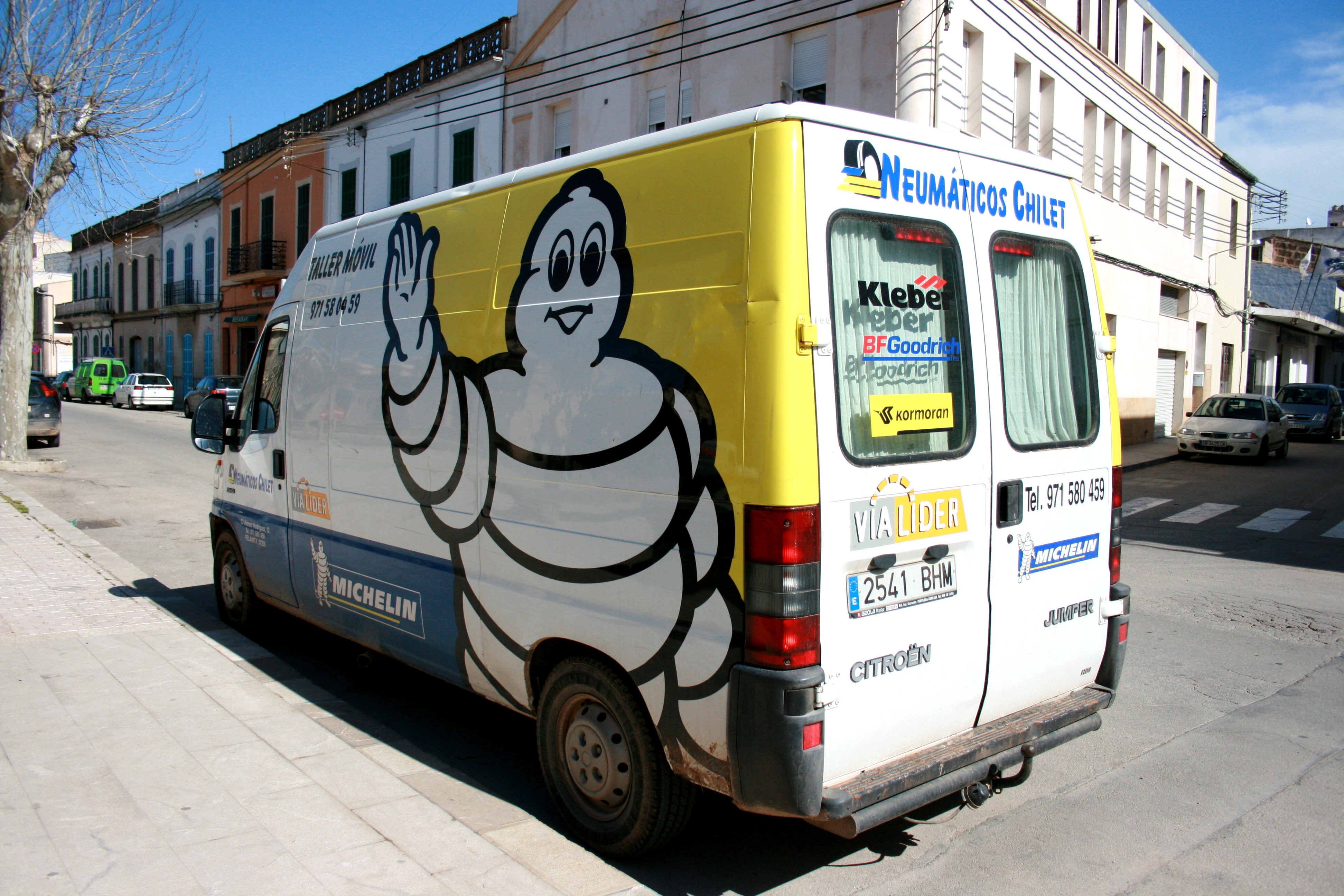
Citroën Jumper phase 1
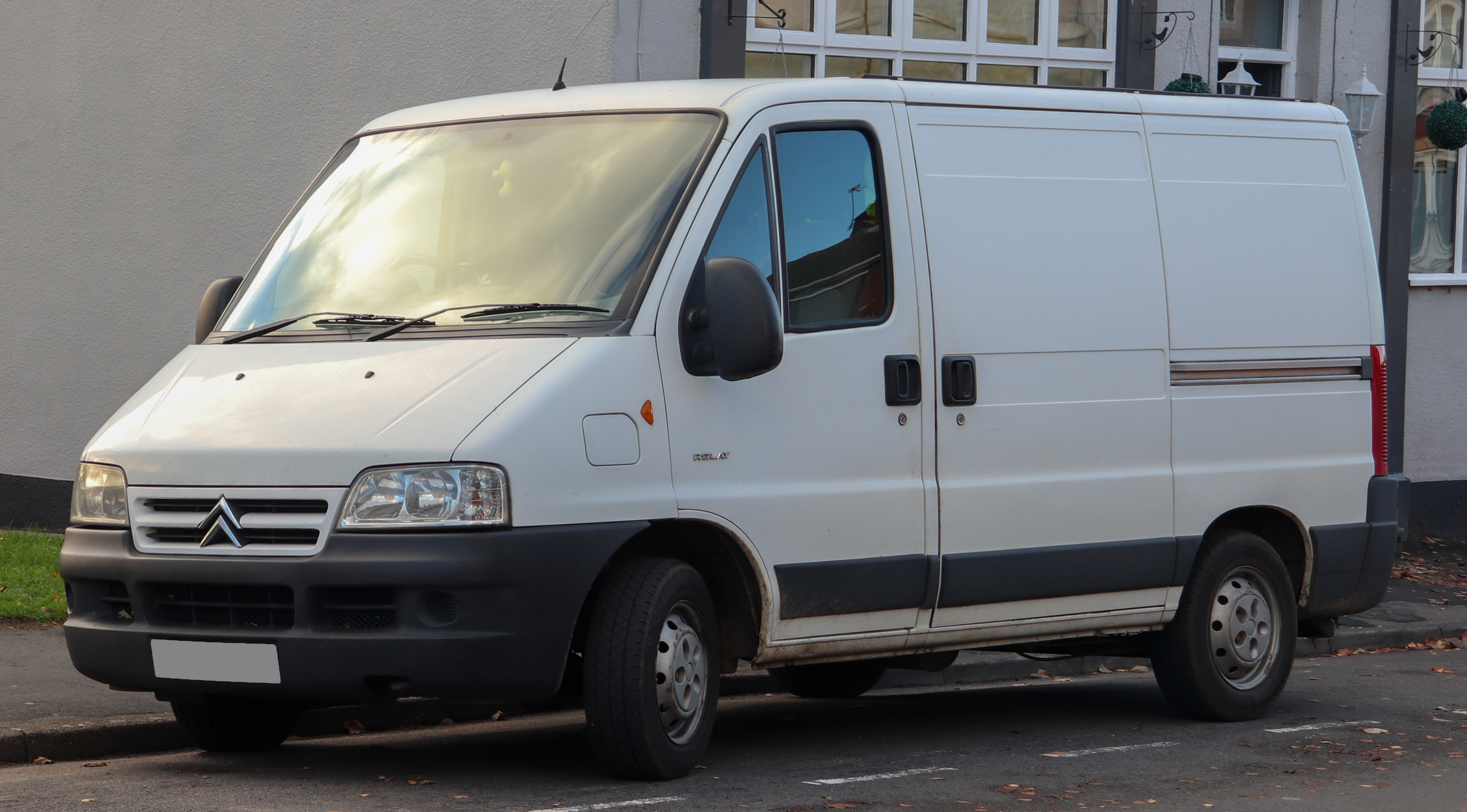
Citroën Relay phase 2
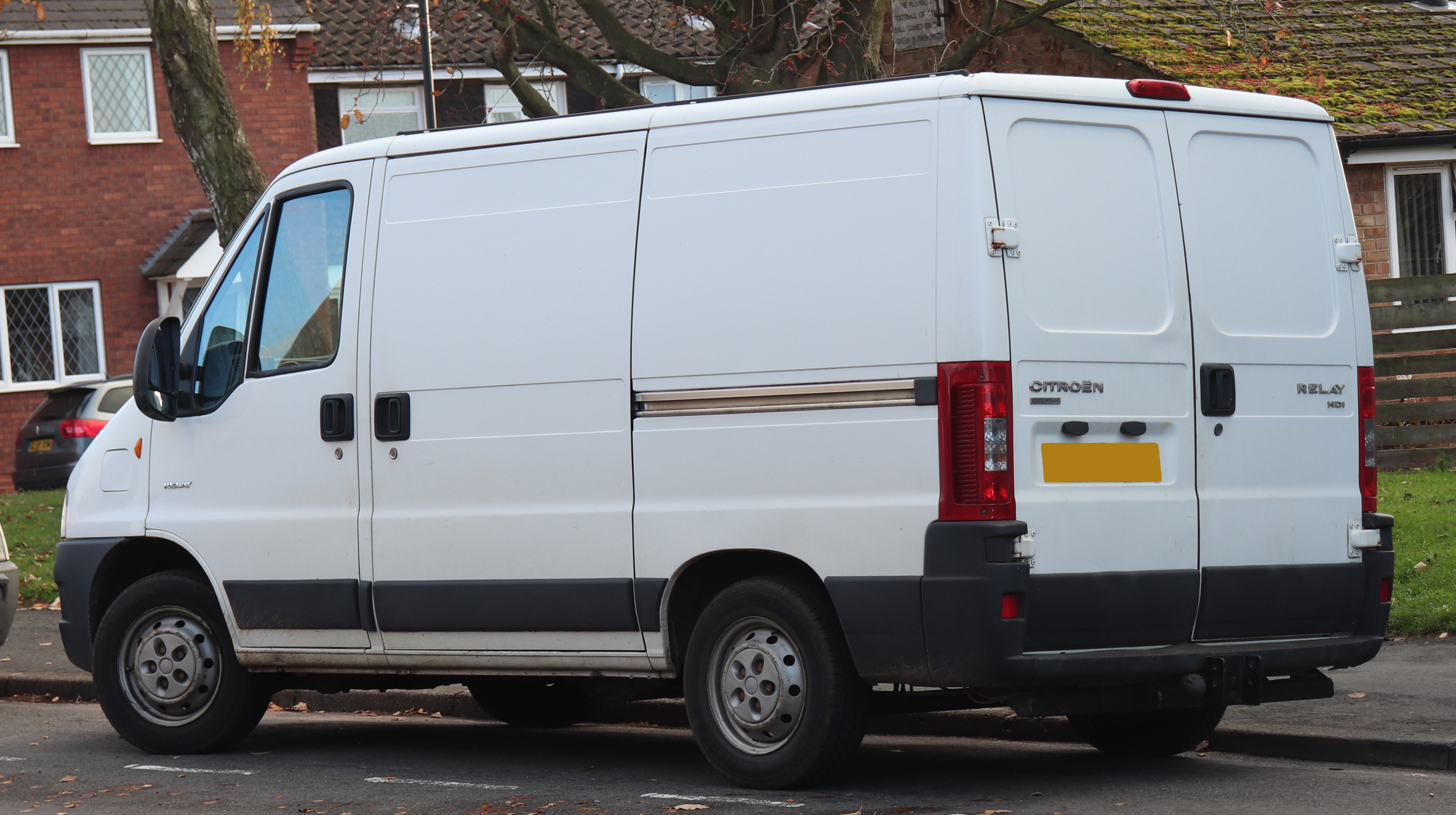
Citroën Relay phase 2

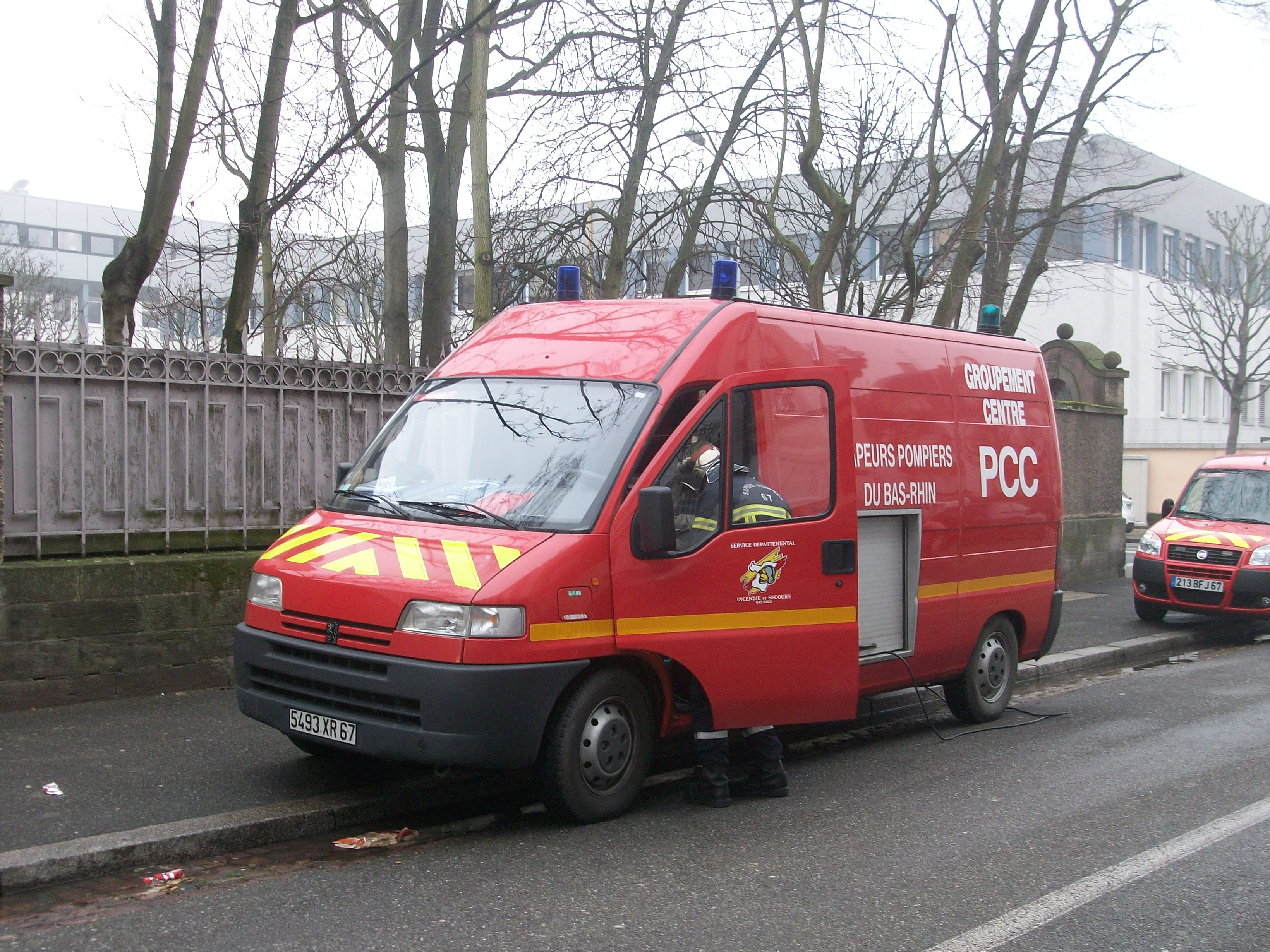
Peugeot Boxer phase 1
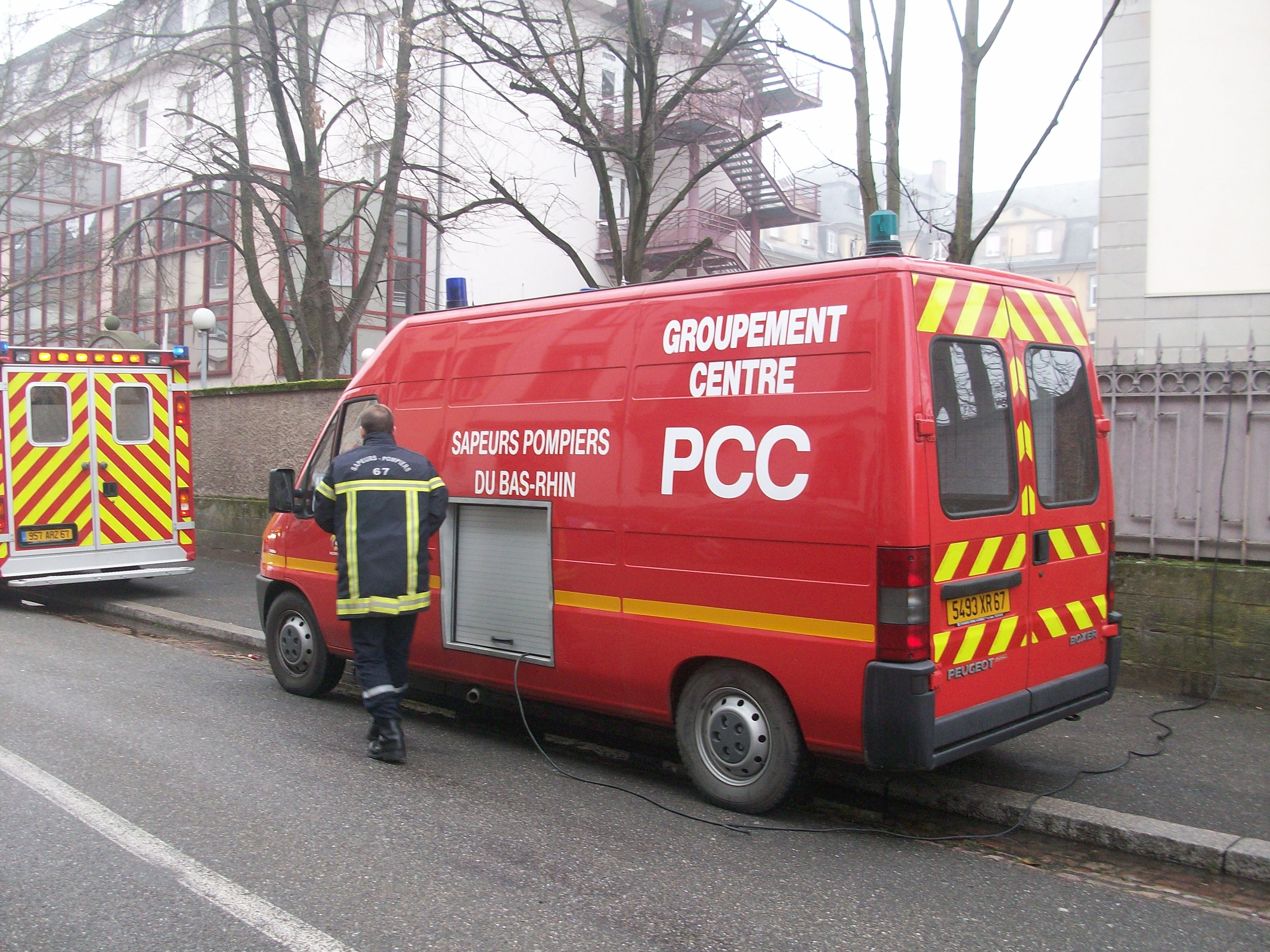
Peugeot Boxer phase 1
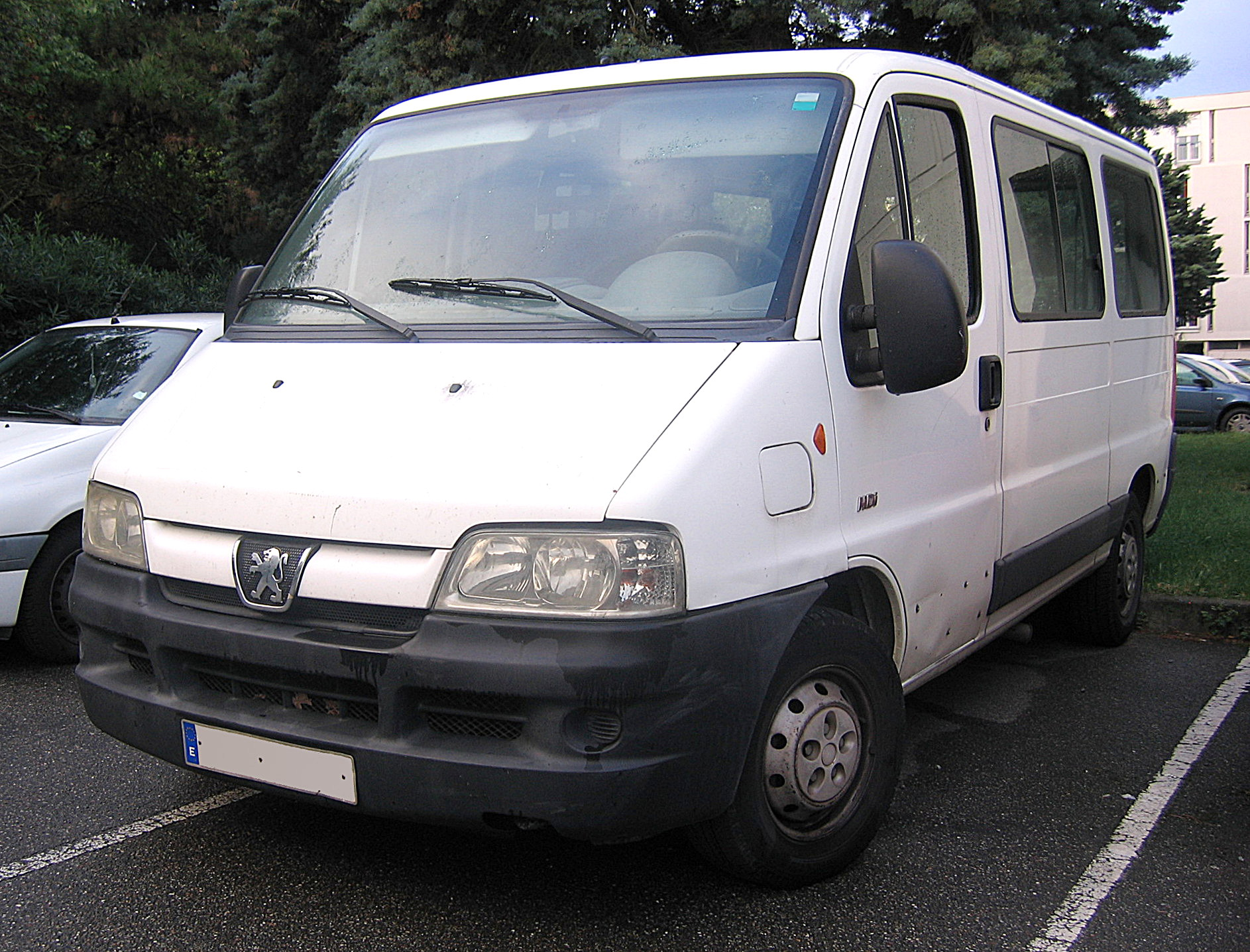
Peugeot Boxer phase 2
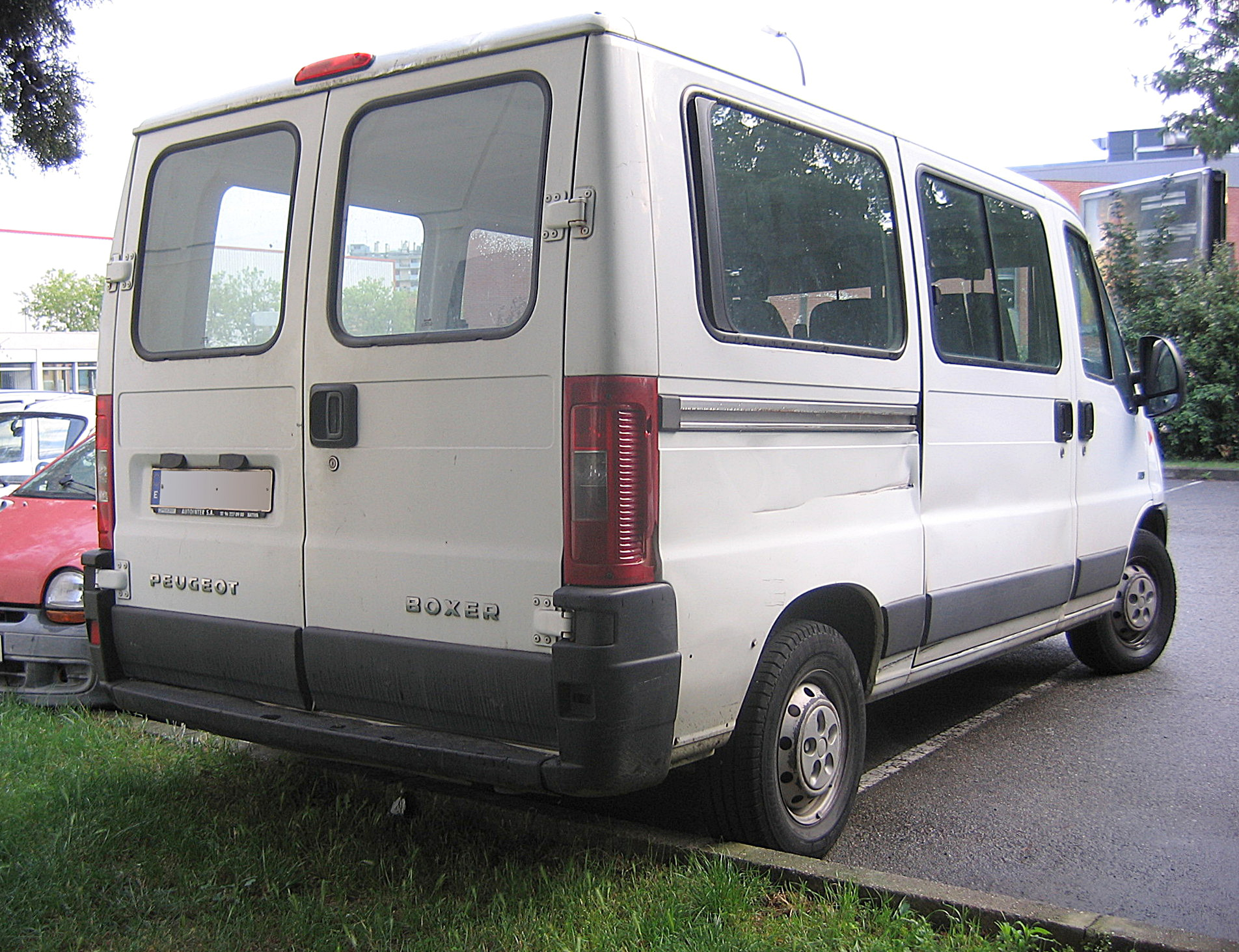
Peugeot Boxer phase 2

## Motorisations
| Moteur          | Type de moteur              | Type                       | Suralimentation   | Cylindrée | Puissance (à tr/min)          | Couple (à tr/min)            | Disponibilité           |
| --------------- | --------------------------- | -------------------------- | ----------------- | --------- | ----------------------------- | ---------------------------- | ----------------------- |
| Moteurs Essence |                             |                            |                   |           |                               |                              |                         |
| 2.0             | PSA RFW                     | 4 cylindres - 8S           | Atmo              | 1 998 cm3 | 109 ch à 5 500 110 ch à 5 700 | 17 mkg à 3 400/3 700         | 1994 – 2002             |
| 2.0 i.e         | PSA RFL                     | 4 cylindres - 8S           | Atmo              | 1 998 cm3 | 109 ch à 5 500 110 ch à 5 700 | 17 mkg à 3 400/3 700         | 2002 – 2006             |
| Moteurs Diesel  |                             |                            |                   |           |                               |                              |                         |
| 1.9 D           | PSA XUD9 /Z                 | 4 cylindres - 8S           | Atmo              | 1 905 cm3 | 68⁄69 ch à 4 600              | 12,0 mkg à 2 000             | 1999 – 2002 1994 – 1999 |
| 1.9 D           | Fiat 230A2000               | 4 cylindres - 8S           | Atmo              | 1 929 cm3 | 69 ch à 4 600                 | 12,0 mkg à 2 500             | 1994 – 1999             |
| 1.9 TD          | PSA XUD9 TE/Y PSA XUD9 TE/L | 4 cylindres - 8S           | Turbo+Intercooler | 1 905 cm3 | 90⁄92 ch à 4 000              | 19,6 mkg à 2 250             | 1999 – 2002 1994 – 1999 |
| 1.9 TD          | Fiat 230A3000               | 4 cylindres - 8S           | 1 Turbo           | 1 929 cm3 | 82 ch à 4 200                 | 18,0 mkg à 2 500             | 1994 – 1999             |
| 1.9 TD cat      | Fiat 230A4000               | 4 cylindres - 8S           | 1 Turbo           | 1 929 cm3 | 80 ch à 4 200                 | 17,5 mkg à 2 500             | 1994 – 1999             |
| 2.0HDi/JTD      | PSA DW10 UTD                | 4 cylindres - 8S           | 1 Turbo           | 1 997 cm3 | 84 ch à 4 000                 | 19,2 mkg à 1 900             | 2001 – 2006             |
| 2.2 HDi         | PSA DW12 UTED               | 4 cylindres - 8S           | Turbo+Intercooler | 2 179 cm3 | 101 ch à 4 000                | 24,0 mkg à 1 900             | 2002 – 2006             |
| 2.3 JTD         | Fiat FPT F1AE0481C          | 4 cylindres - 16S          | Turbo+Intercooler | 2 286 cm3 | 110 ch à 3 600                | 27,0 mkg à 1 800             | 2002 – 2006             |
| 2.5 D           | Sofim 8140.67               | 4 cylindres - 8S           | –                 | 2 500 cm3 | 84 ch à 4 200                 | 16,4 mkg à 2 400             | 1994 – 1998             |
| 2.5 D           | PSA DJ5                     | 4 cylindres - 12S          | –                 | 2 446 cm3 | 86 ch à 4 350                 | 15,3 mkg à 2 250             | 1994 – 2000             |
| 2.5 TD          | PSA DJ5T PSA DJ5TED         | 4 cylindres en ligne - 12S | Turbo+Intercooler | 2 446 cm3 | 103 ch à 4 200 107 ch à 4 000 | 23 mkg à 2 200 24 mkg à 2250 | 1994 – 1998 1998 – 2000 |
| 2.5 TDI         | Sofim 8140.47               | 4 cylindres - 8S           | Turbo+Intercooler | 2 500 cm3 | 116 ch à 3 800                | 24,5 mkg à 2 000             | 1994 – 1998             |
| 2.5 TDI cat     | Sofim 8140.47R              | 4 cylindres - 8S           | Turbo+Intercooler | 2 500 cm3 | 109 ch à 3 800                | 25,6 mkg à 2 200             | 1994 – 1998             |
| 2.8 D           | Sofim 8140.63               | 4 cylindres - 8S           | Atmo              | 2 800 cm3 | 87 ch à 3 800                 | 18,0 mkg à 2 000             | 1998 – 2002             |
| 2.8 i.d. TD     | Sofim 8140.43               | 4 cylindres - 8S           | Turbo+Intercooler | 2 800 cm3 | 122 ch à 3 600                | 28,5 mkg à 1 800             | 1998 – 2000             |
| 2.8HDi/JTD      | Sofim 8140.43S              | 4 cylindres - 8S           | Turbo+Intercooler | 2 800 cm3 | 128 ch à 3 600                | 30,0 mkg à 1 800             | 2000 – 2006             |
| 2.8HDi/JTD      | Sofim 8140.43N              | 4 cylindres - 8S           | Turbo+Intercooler | 2 800 cm3 | 146 ch à 3 600                | 31,0 mkg à 1 500             | 2004 – 2006             |